# ستاد أولمبيا

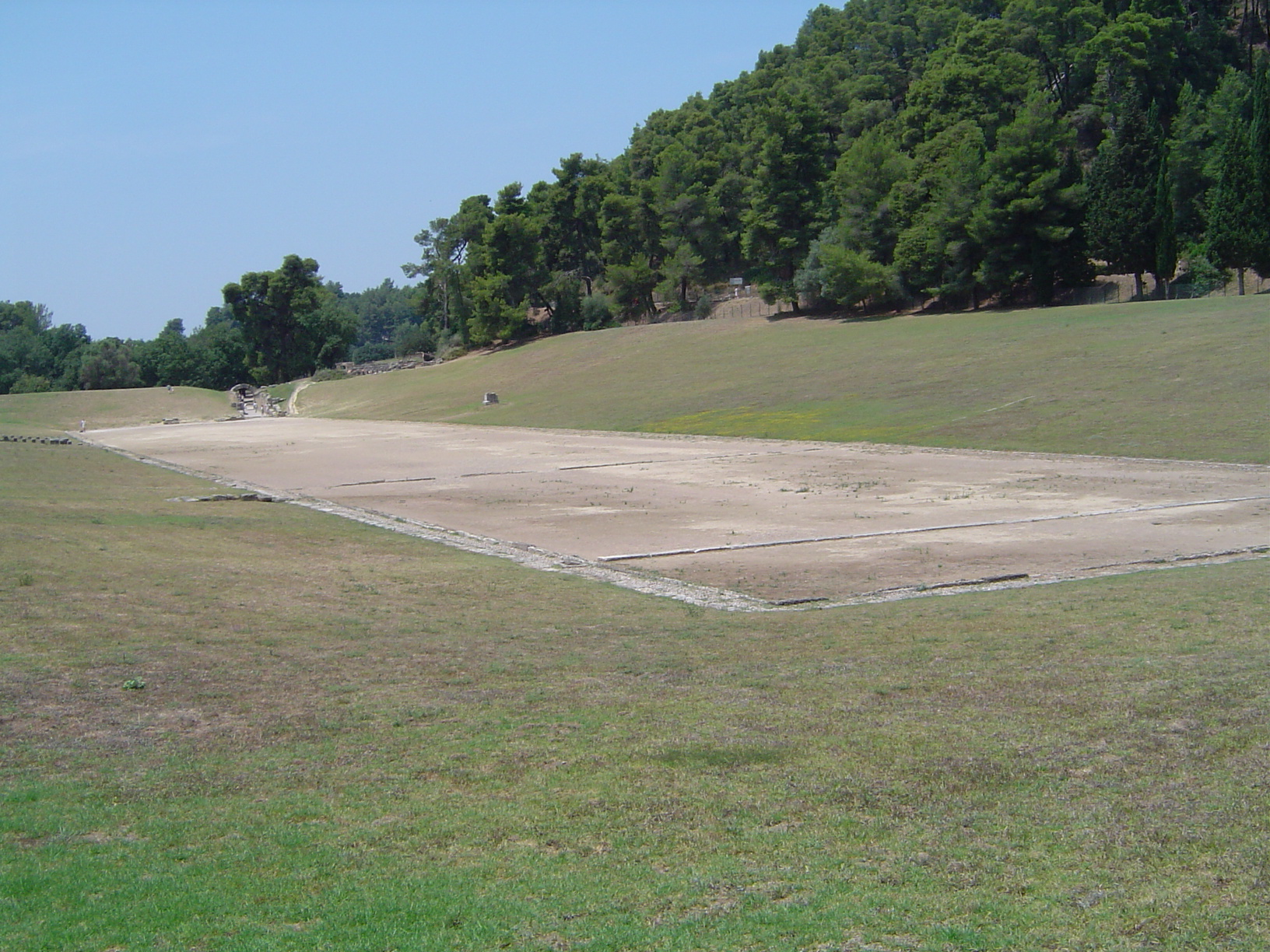
ستاد أولمبيا

ستاد أولمبيا (بالإنجليزية: Stadium at Olympia)‏ وهو موقع أثري يقع في مدينة أوليمبيا الأثرية في اليونان ويعتقد اليونانيون القدماء أن هذا الموقع هو ملجأ الإله زيوس وهو كان موقع أحداث رياضية لممارسة الألعاب الأولمبية القديمة.